# Autoroute A-79 (Espagne)
L'A-79 appelée aussi Autovía via parque Elche - Alicante est une voie rapide de la province d'Alicante qui relie les villes d'Elche et Alicante.
D'une longueur de 15 km, elle relie la EL-20 (Rocade d'Elche) à l'A-31 à l'ouest d'Alicante.
Elle n'a pas le statut de voie express car elle est composée de 10 échangeurs sous forme de giratoires.
Elle permet de décharger l'A-7 du trafic automobile entre les 2 villes métropolitaine en lui donnant une alternative parallèle via l'aéroport d'Alicante et le Parque Industrial de Elche.

## Tracé
- Elle se détache de la EL-20 à l'est d'Elche, dessert la grande zone industrielle d'Elche Parque Industrial de Elche, l'aéroport d'Alicante situé dans la commune d'El Alet avant de croiser à l'A-31 juste avant le port pour ensuite prolonger l'Avenue de Mare Nostrum.

## Sorties
| Numéro de la sortie | Nom de la sortie | Bifurcation |
| ------------------- | --- | ----------- |
|                     | Port d'Alicante - Albacete - Madrid Alicante Ouest N-330a                                                                                               | A-31        |
|                     | Zone Industrielle |             |
|                     | Bacarot |             |
|                     | Bacarot Sud | CV-848      |
|                     | Alicante Sud - Torrellano Aéroport d'Alicante - El Alet                                                                                                 | N-340 N-338 |
|                     | Torrellano Nord |             |
|                     | Parc Industrielle d'Elche |             |
|                     | Las Saladas - Jubalcoi |             |
|                     | Maitino - Jubalcoi |             |
|                     | Carthagène - Torrevieja AP-7 Elche Ouest - Elche Nord Murcie - Almeria A-7 Alicante - Alcoy A-7 Benidorm - Gandia - Valence AP-7 Albacete - Madrid A-31 | EL-20       |

### Référence
- Nomenclature